# Skeptiker (Zeitschrift)
Der Skeptiker ist eine seit Mai 1987 von der Gesellschaft zur wissenschaftlichen Untersuchung von Parawissenschaften herausgegebene Zeitschrift. Sie erscheint vierteljährlich und hat derzeit nach Eigenangaben (Stand 2017) 2500 Abonnenten. Der Skeptiker wird als Druckausgabe und E-Paper vertrieben. Die Redaktionsleitung bekleidet Inge Hüsgen, Chefreporter ist Bernd Harder.

## Inhalt
Zu den Themenschwerpunkten gehören die wissenschaftlich-kritische Betrachtung von Esoterik, Verschwörungstheorien, Pseudowissenschaften und alternativmedizinischen Behandlungsmethoden und Produkten. Aus dem wissenschaftlichen Blickwinkel werden verschiedene aktuelle Themen diskutiert. Experteninterviews, Porträts von Persönlichkeiten aus dem Kreis der Skeptiker, Berichte über die Aktivitäten der GWUP und Buchrezensionen sind ebenfalls enthalten.

## Geschichte
Der Vorläufer der GWUP, die Arbeitsgemeinschaft der Skeptiker zur Untersuchung von Pseudowissenschaften und Okkultem (ASUPO), gab im Mai 1987 ein Mitteilungsblatt heraus. Dieses Heft 1 des Skeptiker war inhaltlich stark von der im Oktober selben Jahres bevorstehenden Gründung eines Vereins unter dem Namen GWUP geprägt. Außerdem fanden sich in dieser ersten Ausgabe ein Beitrag von Carl Sagan und die Themen Occams Rasiermesser, Feuerlaufen und Erdstrahlen.
2007 verzeichnete der Skeptiker 1500 Abonnenten. 2009 und 2014 wurde das Layout überarbeitet. Seit 2013 erscheint die Zeitschrift auch als E-Paper.

## Sonderhefte
- Sonderheft 2020 – Das Virus der Verschwörungstheorie, anlässlich der COVID-19-Pandemie betrachtete Bernd Harder aktuelle Verschwörungstheorien rund um Corona sowie deren Hintergründe und bündelte bisherige Erkenntnisse über das Phänomen[4]